# Стриганов, Александр Гаврилович
Александр Гаврилович Стриганов (19 марта 1920, Москва — 17 апреля 2008, Москва) — советский футболист и хоккеист, мастер спорта СССР, тренер по хоккею с мячом, Заслуженный тренер СССР (хоккей с мячом, 1974).

## Биография
Футболом и хоккеем Стриганов начал заниматься в пятнадцатилетнем возрасте в младшей команде клуба «Буревестник». В течение нескольких сезонов играл в футбол и хоккей с мячом в составе московских клубов «Буревестник» и ВВС.
В матче чемпионата страны 1945 года между командами ВВС — «Крылья Советов» Куйбышев 5:1 забил 4 мяча. В сезоне 1946/47 Стриганов переходит в шайбу. В составе ВВС Александр Стриганов стал чемпионом СССР сезонов 1950/1951 и 1951/1952, серебряным призёром 1948/1949, обладателем кубка СССР 1952, финалистом кубка СССР 1951 по хоккею с шайбой.
В октябре 1953 года был зачислен слушателем в Краснознамённую Военно-воздушную академию (Монино, Московская область). В 1959 году завершил армейскую службу и был назначен начальником-главным тренером подготовительной 19-й футбольной команды ЦСКА. С мая 1964 по октябрь 1965 года работает старшим тренером по футболу и хоккею Центрального спортивного клуба ВДСО «Локомотив».
В феврале 1967 года был назначен тренером сборной команды СССР по хоккею Всероссийского Союза спортивных обществ и организаций РСФСР.
В Госкомспорте РСФСР в должности старшего тренера сборной СССР по хоккею с мячом Стриганов проработал до 1987 года и вышел на пенсию.
Похоронен на Митинском кладбище.
Сын Александр играл за ХК «Динамо» и сборную СССР.